# Zenonina rehfousi
Zenonina rehfousi är en spindelart som beskrevs av Roger de Lessert 1933. Zenonina rehfousi ingår i släktet Zenonina och familjen vargspindlar.
Artens utbredningsområde är Angola. Inga underarter finns listade i Catalogue of Life.